# Arlety Povea
Arlety Povea Chacón (Pinar del Río, 7 ottobre 1984) è un'ex cestista cubana.

## Carriera
Con Cuba ha disputato i Campionati mondiali del 2014 e due edizioni dei Campionati americani (2013, 2015).